# Larry Klein
Larry Klein (1956) è un bassista e produttore discografico statunitense.

## Biografia
Larry Klein è un musicista, cantautore, produttore discografico e responsabile di Strange Cargo, marchio editoriale di Universal Music Group.
Klein è stato produttore di innumerevoli lavori discografici. e ha iniziato la sua carriera come bassista, suonando con gli artisti jazz Willie Bobo e Freddie Hubbard.
Il suo lavoro di turnista è continuato con artisti jazz come Carmen McRae, Joe Henderson, Bobby Hutcherson, Wayne Shorter, Herbie Hancock, Bobby McFerrin e Dianne Reeves.
Come bassista ha lavorato con artisti come Bob Dylan, Robbie Robertson, Peter Gabriel, Don Henley, Lindsey Buckingham e Randy Newman.
Klein ha prodotto album per musicisti come Joni Mitchell (con cui è stato sposato dal 1982 al 1993, Herbie Hancock, Shawn Colvin, Holly Cole, Madeleine Peyroux, Melody Gardot e Tracy Chapman.
Klein ha vinto un Grammy per il suo lavoro come Best Pop Album nel 1996 in Turbulent Indigo e come Best Traditional Pop Vocal Album per Joni Mitchell nel 2001 Both Sides Now; e Album of the Year and Best Contemporary Jazz Album per Herbie Hancock in River: The Joni Letters.

## Vita privata
Klei è sposato con la cantante brasiliana Luciana Souza e ha un figlio, Noah.

## Riconoscimenti
| Year                     | Nominee / work                              | Award | Result    |
| ------------------------ | ------------------------------------------- | --- | --------- |
| 38th Grammy Awards\|1996 | Turbulent Indigo                            | Grammy Award for Best Pop Vocal Album\|Best Pop Album                                                              | Won       |
| 43rd Grammy Awards\|2001 | Both Sides Now                              | Grammy Award for Best Traditional Pop Vocal Album\|Best Traditional Pop Vocal Album                                | Won       |
| 50th Grammy Awards\|2008 | River: The Joni Letters                     | Grammy Award for Album of the Year\|Album of the Year                                                              | Won       |
| 50th Grammy Awards\|2008 | River: The Joni Letters                     | Grammy Award for Best Contemporary Jazz Album\|Best Contemporary Jazz Album                                        | Won       |
| 52nd Grammy Awards\|2010 | Larry Klein                                 | Grammy Award for Producer of the Year, Non-Classical\|Producer of the Year, Non-Classical                          | Nominated |
| 53rd Grammy Awards\|2011 | Imagine                                     | Grammy Award for Best Arrangement, Instrumental and Vocals\|Best Instrumental Arrangement Accompanying Vocalist(s) | Nominated |
| 57th Grammy Awards\|2015 | Map To The Treasure: Reimagining Laura Nyro | Grammy Award for Best Jazz Vocal Album\|Best Jazz Vocal Album                                                      | Nominated |
| 58th Grammy Awards\|2016 | Larry Klein                                 | Grammy Award for Producer of the Year, Non-Classical\|Producer of the Year, Non-Classical                          | Nominated |
| 59th Grammy Awards\|2017 | Somewhere (Dirty Blvd) (Extended Version)   | Grammy Award for Best Arrangement, Instrumental and Vocals\|Best Instrumental Arrangement Accompanying Vocalist(s) | Nominated |
| 61st Grammy Awards\|2019 | Larry Klein                                 | Grammy Award for Producer of the Year, Non-Classical\|Producer of the Year, Non-Classical                          | Nominated |